# The Arrival
The Arrival е дебютният студиен албум на германската мелодична дет метъл група Deadlock. В този албум като нов басист на групата участва Томас Хушка, който заменя Ханс-Георг Бартман. С този албум също започва дългогодишното сътрудничество между Сабине Венигер и Deadlock, което приключва с обявяването на певицата за постоянен член на групата през 2006 г.

## Участници

### Deadlock
- Йоханес Прем – вокали
- Тобиас Граф – ударни
- Томас Хушка – бас
- Себащиан Райхъл – китари
- Томас Гшвенднер – китари

### Гост-музиканти
- Сабине Венигер – вокали и клавишни